# Kancionál klokotský
Kancionál Klokotský je soupis duchovních písní, který byl založen v roce 1827 kaplanem v římskokatolické farnosti Klokoty – českým obrozeneckým básníkem Josefem Vlatimilem Kamarýtem. Některé skladby Kamarýt sám složil.  V 2. polovině 19. století byl pak pořízen opis tohoto původního kancionálu, který byl doplněn písněmi od P. Josefa Evangelisty Hulakovského a Jan Vladyky. Originál původního kancionálu byl přibližně v roce 1895 odevzán P.J.Šedivým do táborského muzea. 
V roce 1869 pak byl kancionál, sestavený P. Josefem Hulakovským, vydán v Táboře pod  názvem Kancional Svato–Klokotský, založený P.Jos.Vlastimilem Kamarýtem leta Páně 1827, a to tiskem a nákladem Josefa Hniličky.
Některé písně, např. Matka pláče, ruce spíná od J.V.Kamarýta, pak jsou obsaženy v Klokotském kancionálu, který sestavil Ladislav Šotek a který tiskem vydala Římskokatolická farnost Tábor-Klokoty (2. vydání v roce 2013).